# Cupido martinii
Cupido martinii är en fjärilsart som beskrevs av Allard 1868. Cupido martinii ingår i släktet Cupido och familjen juvelvingar. Inga underarter finns listade i Catalogue of Life.